# Могила Тараса Шевченко
Могила Тараса Григорьевича Шевченко в Каневе на Чернечьей горе является одним из самых почитаемых мест для украинского народа. Входит в состав Шевченковского национального заповедника наряду с рядом музеев. Над могилой возвышается гранитный памятник (скульптор Матвей Манизер, 1939).

## Могила Шевченко в досоветское время
Тарас Григорьевич Шевченко был похоронен 12 марта 1861 года на Смоленском православном кладбище в Санкт-Петербурге у здания Церкви Смоленской иконы Божией Матери. Спустя два месяца, 22 мая 1861 года, в соответствии с его завещанием, Шевченко перезахоронили на территории Украины,в городе Канев.
Могила Т. Г. Шевченко на Чернечьей горе возле Канева была сооружена одним из почитателей творчества поэта Г. Н. Честаховским. Она представляла собой невысокий курган, на котором водрузили большой деревянный крест.
В таком виде могила просуществовала до осени 1882 года.
Однако со временем курган осыпался, дубовый могильный крест свалился и раскололся…
При решении вопроса о похоронах Т. Г. Шевченко на берегу Днепра, земля для захоронения (½ десятины) была взята в долгосрочную аренду у города Канева названным братом и свояком поэта Варфоломеем Григорьевичем Шевченко. Естественно, что он и выступил официальным распорядителем ремонта могилы.
В. Г. Шевченко установил на могиле новый деревянный крест, однако ввиду ограниченности в средствах, ничего более серьёзного он предпринять не смог.
Для существенного оборудования могилы Т. Г. Шевченко почитателями поэта был организован сбор добровольных пожертвований.
Полтавское губернское земское собрание в декабре 1882 года ассигновало на восстановление могилы Т. Г. Шевченко 500 рублей, известный любитель и почитатель украинской старины В. В. Тарновский пожертвовал 1000 рублей на изготовление и установку чугунного креста на могиле…  В общей сложности было пожертвовано около 5000 рублей.
Работы по восстановлению могилы Т. Г. Шевченко начались в июне 1883 года, и в основном шли до конца года. За это время был насыпан высокий земляной курган, сделана тумба для установки чугунного креста, в её основании положена плита весом до 40 пудов, вчерне поставлена хата для сторожа и посетителей…
В июле 1884 года из Киева по Днепру был доставлен чугунный крест, весом 250 пудов, отлитый на заводе Термена. 20 июля крест был установлен на могиле.
Летом 1888 года вокруг креста была установлена чугунная решетка, бесплатно изготовленная на заводе Термена. В хату, построенную рядом с могилой, были доставлены образ святого Тарасия и копия портрета Т. Г. Шевченко, изготовленная художником Х. П. Платоновым с портрета кисти И. Е. Репина. Вся территория была огорожена. У могилы появился постоянный сторож, содержание которого осуществлялось на пожертвования…
В 1902 году земля, на которой находится могила Т. Г. Шевченко, была выкуплена у Канева главным редактором журнала «Киевская старина», известным педагогом и общественным деятелем Владимиром Павловичем Науменко. После этого он взял на себя все заботы по поддержанию в порядке могилы поэта.
Каневская городская управа безвозмездно передала в условную собственность В. П. Науменко более 4 десятин земли вокруг могилы Т. Г. Шевченко. С осени 1905 года на этой земле начались работы по лесонасаждению.
На вершину кургана взамен деревянной была построена лестница с гранитными ступенями.

## Могила Т.Г.Шевченко в советское время
Летом 1939 г. Шевченковский мемориал приобрел современный вид, когда на могиле Кобзаря установили бронзовый памятник, выполненный скульптором М.Манизером и архитектором Е.Левинсоном.
Рядом с могилой расположился музей, который был построен в течение 1935-1937 г. по проекту архитектора Кричевского. Ансамбль музея дополнили гранитный комплекс восхождения (1977) и "Тарасова светлица", воссозданная в 1991 г.
В августе 1941 года на Чернечьей горе, рядом с могилой Шевченко, в течение нескольких дней проходила линия обороны, где вместе с несколькими десятками бойцов дивизии народного ополчения сражался против немецко-фашистских захватчиков и их прихвостней,будущий командир 1-й Украинской партизанской дивизии, генерал-майор, Герой Советского Союза П.П.Вершигора .
В 1989 году на месте первого захоронения поэта в Ленинграде был установлен валун из гранита.

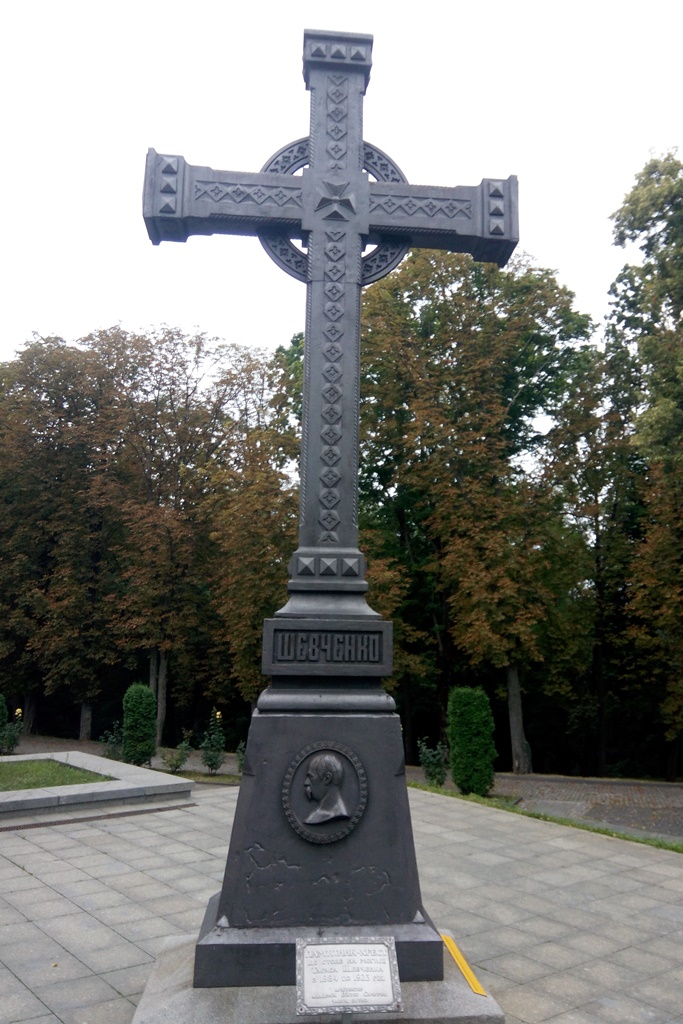
Памятник-крест с могилы Шевченко
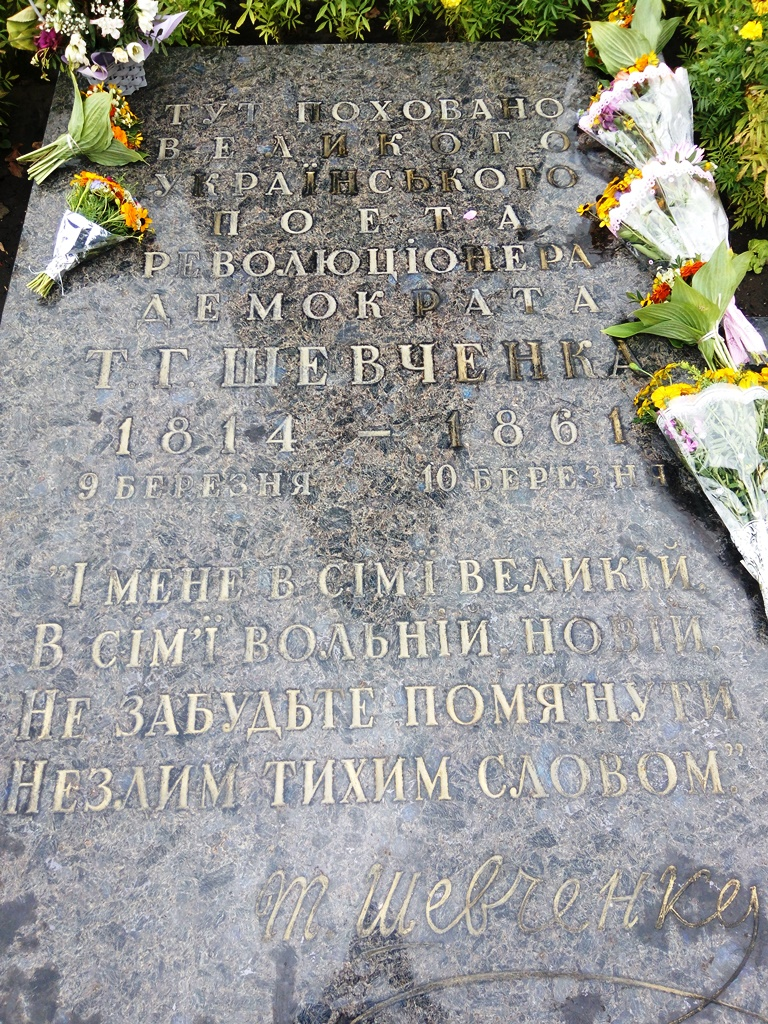
Надпись на надгробии могилы Т. Шевченко
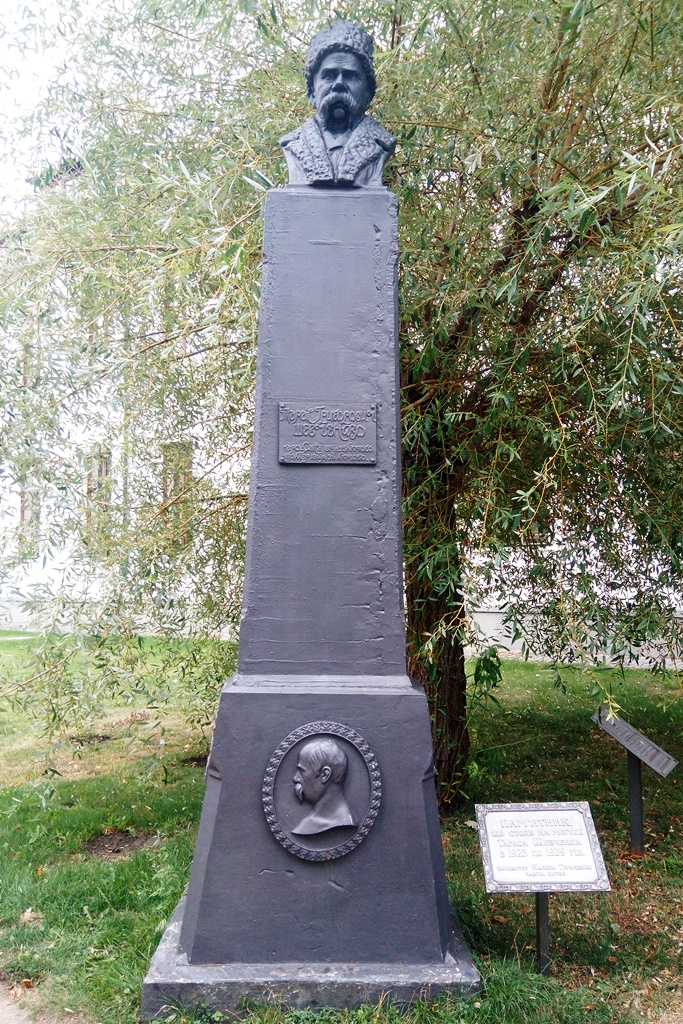
Памятник-бюст по проекту скульптора Терещенко К.М., 1923